# Eduardo Hurtado
Eduardo Estíguar Hurtado Roa (Esmeraldas, 2 de dezembro de 1969), mais conhecido por Eduardo Hurtado, é um ex-jogador de futebol equatoriano.

## Carreira
Hurtado integrou a Seleção Equatoriana de Futebol na Copa América de 1993, 95, e 97.